# Olympische Winterspiele 2006/Skilanglauf – 4 × 5 km (Frauen)
Die 4 × 5-km-Skilanglaufstaffel der Frauen bei den Olympischen Winterspielen 2006 fand am 18. Februar 2006 in Pragelato statt. Olympiasieger wurde die russische Staffel mit Natalja Baranowa, Larissa Kurkina, Julija Tschepalowa und Jewgenija Medwedewa. Die Silbermedaille ging an die Staffel aus Deutschland, Bronze an Italien.

## Daten
- Datum: 18. Februar 2006, 9:45 Uhr
- Höhenunterschied: 59 m
- Maximalanstieg: 54 m
- Totalanstieg: 188 m
- 68 Teilnehmer aus 17 Ländern, davon alle in der Wertung

## Ergebnisse
| Platz | Land / Sportlerinnen                                                                              | Zeit (min)                                |
| ----- | ------------------------------------------------------------------------------------------------- | ----------------------------------------- |
| 1     | Russland Natalja Baranowa Larissa Kurkina Julija Tschepalowa Jewgenija Medwedewa                  | 54:47,7 14:34,9 14:41,8 12:41,2 12:49,8   |
| 2     | Deutschland Stefanie Böhler Viola Bauer Evi Sachenbacher-Stehle Claudia Künzel                    | 54:57,7 14:33,9 14:19,5 12:50,6 13:13,7   |
| 3     | Italien Arianna Follis Gabriella Paruzzi Antonella Confortola Sabina Valbusa                      | 54:58,7 14:32,0 14:26,1 13:05,0 12:55,6   |
| 4     | Schweden Anna Olsson Elin Ek Britta Johansson Norgren Anna-Karin Strömstedt                       | 55:00,3 14:23,9 14:38,6 12:55,0 13:02,8   |
| 5     | Norwegen Kristin Størmer Steira Hilde Gjermundshaug Pedersen Kristin Mürer Stemland Marit Bjørgen | 55:21,8 14:23,5 14:29,3 13:03,7 13:25,3   |
| 6     | Tschechien Helena Balatková Kamila Rajdlová Ivana Janečková Kateřina Neumannová                   | 55:46,3 14:40,8 15:03,0 13:16,6 12:45,9   |
| 7     | Finnland Aino-Kaisa Saarinen Virpi Kuitunen Riitta-Liisa Lassila Kati Venäläinen                  | 55:55,8 14:21,1 14:30,4 13:13,4 13:50,9   |
| 8     | Ukraine Kateryna Hryhorenko Tetjana Sawalij Wita Jakymtschuk Walentyna Schewtschenko              | 56:36,3 14:56,5 15:01,8 13:33,4 13:04,6   |
| 9     | Frankreich Aurélie Perrillat-Collomb Karine Laurent Philippot Cécile Storti Émilie Vina           | 56:41,4 14:27,9 14:31,2 13:22,1 14:20,2   |
| 10    | Kanada Milaine Thériault Sara Renner Amanda Ammar Beckie Scott                                    | 56:49,8 15:09,6 14:04,5 14:31,5 13:04,2   |
| 11    | Schweiz Seraina Mischol Laurence Rochat Natascia Leonardi Cortesi Seraina Boner                   | 56:52,4 14:25,3 15:03,4 13:29,4 13:54,3   |
| 12    | Japan Nobuko Fukuda Masako Ishida Sumiko Yokoyama Madoka Natsumi                                  | 56:57,8 14:20,0 15:22,8 13:18,8 13:56,2   |
| 13    | Kasachstan Oxana Jazkaja Jewgenija Woloschenko Jelena Kolomina Swetlana Malachowa-Schischkina     | 57:52,9 15:02,6 15:52,3 13:41,8 13:16,2   |
| 14    | USA Wendy Wagner Kikkan Randall Sarah Konrad Rebecca Dussault                                     | 57:58,4 15:00,0 15:28,5 13:43,5 13:46,4   |
| 15    | Belarus Alena Sannikawa Ljudmila Karolik Kazjaryna Rudakowa Wolha Wassiljonak                     | 58:19,5 14:54,0 15:24,0 14:09,9 13:51,6   |
| 16    | Volksrepublik China Wang Chunli Li Hongxue Liu Yuanyuan Song Bo                                   | 58:42,5 14:58,0 15:01,6 13:47,5 14:55,4   |
| 17    | Estland Piret Pormeister Silja Suija Kaili Sirge Tatjana Mannima                                  | 1:00:24,4 15:46,7 16:03,5 14:12,6 14:21,6 |